# Бръснач
Бръснач е инструмент за бръснене, състоящ се от много остро метално острие, което се сгъва в дръжката си. В наши дни бръсначът има ограничена употреба поради опасността от порязване, дори прерязване на гърлото. В миналото той е бил основното средство за бръснене, но с изобретяването на самобръсначката и особено на електрическата такава, употребата му става ограничена.
За наточване на бръснача обикновено се ползва специална кожена ивица, закачена с единия си край за стола за бръснене.